# Corpsepaint

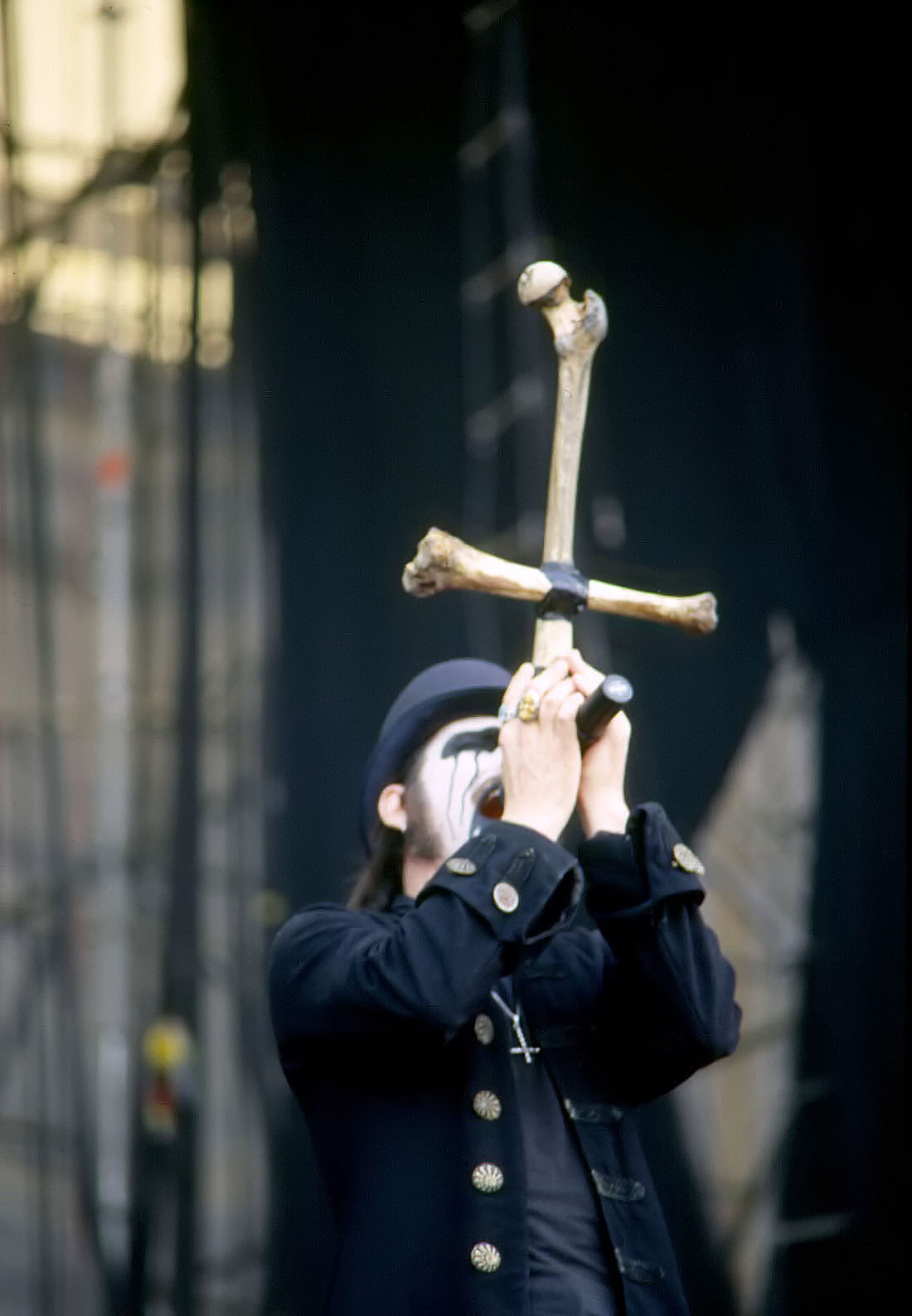
King Diamond von Mercyful Fate mit einer frühen Form von Corpsepaint

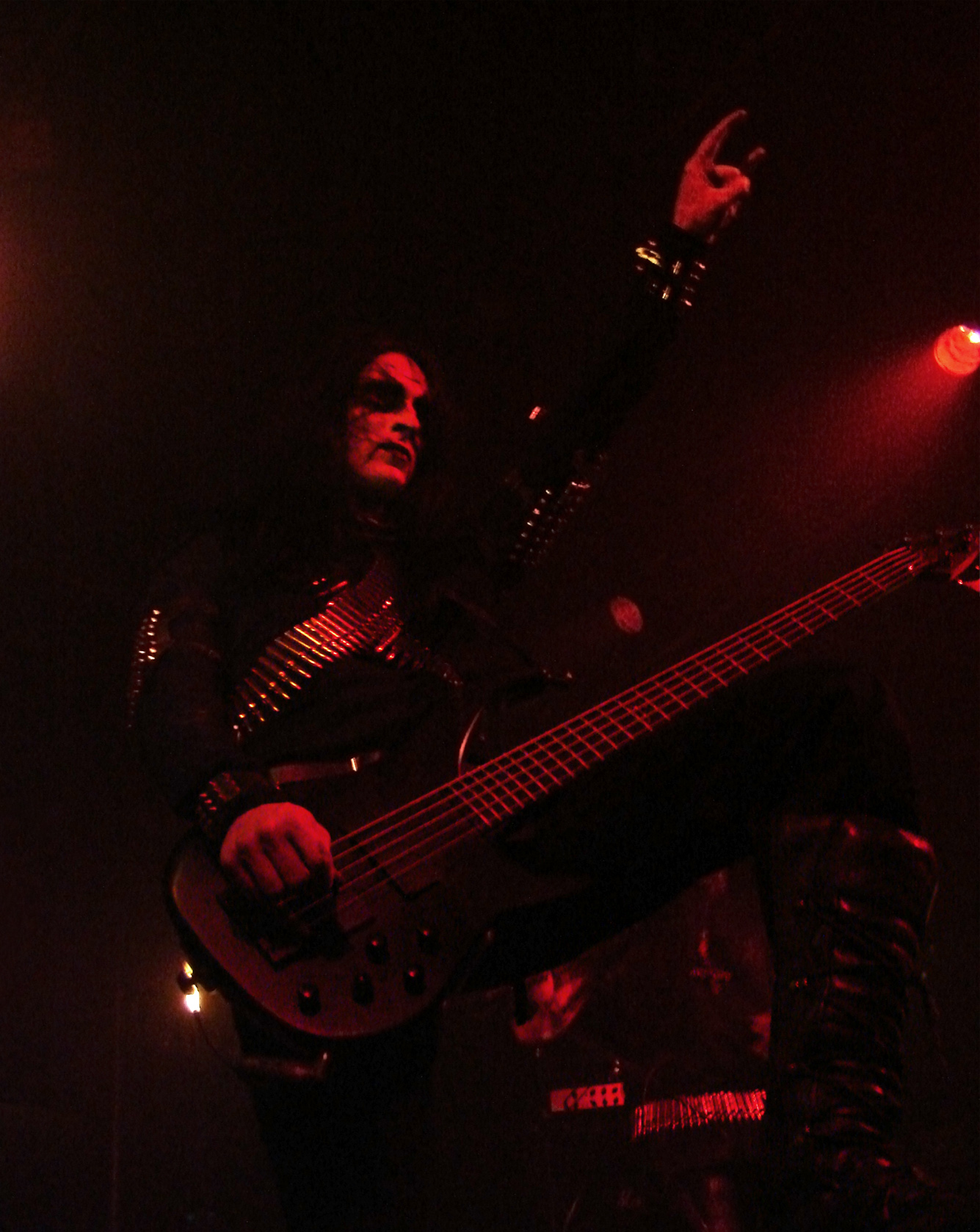
Für viele Gruppen des Black Metal typisches Bühnenoutfit (hier King ov Hell, Ex-Gorgoroth): Schwarze Kleidung, Corpsepaint, Patronengurte und Nieten

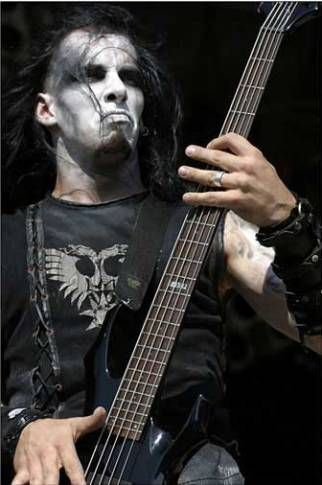
Corpsepaint der polnischen Band Behemoth

Corpsepaint (engl. für ‚Leichenbemalung‘) ist eine Gesichtsbemalung, die in der Black-Metal-Subkultur verbreitet ist. Durch die Schminke geben die Musiker sich heute selbst unmenschlichere oder aggressivere Gesichtszüge, die teilweise an Leichen oder Dämonen erinnern. Zwar haben zum Beispiel die norwegischen Bands Dødheimsgard und Satyricon auch mit anderen Farben als schwarz und weiß experimentiert (blau-gelb bzw. blau-weiß), oder Varg (rot-schwarz), doch Abweichungen sind selten. Einige Bands verwenden zusätzlich zum Corpsepaint auch Kunst- oder echtes Blut.

## Geschichtlicher Hintergrund
Im Mittelalter wurde oft weiße Kreide oder Kalksteinmehl zum Zwecke der Desinfektion auf die Toten gestreut, das Corpsepaint soll hier vor allem an die Tage der Pest erinnern. Bekannt ist auch, dass nach dem Eintritt des Todes eine Verfärbung des Gesichts eintritt, da sich das Blut im Gewebe von Lippen und um die Augen sammelt und nach einer Weile schwarz verfärbt, während im Rest des Gesichts das Blut weicht und so die sogenannte Leichenblässe eintritt (vgl. auch Totenflecke), somit soll Corpsepaint an Tote erinnern. Eine weitere historische Ableitung kommt von einigen frühen skandinavischen Gruppen, die v. a. nordisch-heidnisches Gedankengut verarbeiten. Zur Wikingerzeit sollen Tote mit einem gewissen Rang samt Schiff, Vieh, Weib und Waffen aufs Meer getrieben und angezündet worden sein. Dabei soll es als Brauch gegolten haben, die Gesichter der Toten schwarz-weiß zu bemalen. Inwieweit dieser Brauch allerdings tatsächlich praktiziert wurde, ist heute nur schwer zu beantworten, die Bestattung zur See z. B. ist mittlerweile widerlegt.
Auch auf die Oskorei wird das Corpsepaint zurückgeführt. Die Krieger der Oskorei hätten Kriegsbemalung getragen, um furchterregender auszusehen.
Wenngleich die Verwendung dieser Schminkform in der Black-Metal-Subkultur auf Celtic Frost und King Diamond (Mercyful Fate) zurückgeht (wobei die Webseite „Metal Storm“ Sarcófago als erste Band mit „richtigem“ Corpsepaint bezeichnet), gibt es auch frühere Bands und Musiker wie etwa Arthur Brown, Alice Cooper, KISS oder The Misfits, die jedoch nicht die Bezeichnung „Corpsepaint“ verwendeten und andere Hintergründe hatten. Auch die bekannte Thrash-Metal-Band Slayer versuchte sich in ihren Anfangsjahren noch an Corpsepaint. Für Martin „Ain“ Stricker von Celtic Frost war Corpsepaint verbunden mit Lederkleidung und Patronengurten Ausdruck eines Selbstfindungsprozesses als Ausweg aus seiner streng katholischen Erziehung.
Belegt ist der Begriff des Corpsepaint im Zusammenhang mit Dead, der Sänger der Bands Morbid und Mayhem war. Mayhem-Schlagzeuger Jan Axel Blomberg behauptet, Dead habe als erster Black-Metal-Musiker Corpsepaint verwendet, der Bassist Necrobutcher äußerte dazu:

“It wasn't anything to do with the way Kiss and Alice Cooper used make-up[.] Dead actually wanted to look like a corpse. He didn't do it to look cool. He would draw snot dripping out of his nose. That doesn't look cool. He called it corpse-paint.”

„Es hatte nichts mit der Art, wie KISS oder Alice Cooper Make-Up nutzen, zu tun. Dead wollte tatsächlich aussehen wie eine Leiche. Er tat es nicht, um cool auszusehen. Er malte sich aus seiner Nase laufenden Schnodder aufs Gesicht. Das sieht nicht cool aus. Er nannte es Corpsepaint.“

Varg Vikernes hingegen äußerte, die Bemalung rituell, als Kriegsbemalung, genutzt zu haben, und erwähnte eine Verbindung zur Oskorei.

## Szenehintergründe
Im Black Metal der späten 1980er und frühen 1990er entwickelte sich dieses Stilelement zu einem wesentlichen Bestandteil des Auftretens von den unterschiedlichen Gruppen.
Ursprünglich war wohl der Gedanke hinter dem Corpsepaint,
- sich vom großen Death-Metal-Trend zu Beginn der 1990er Jahre auch optisch stark abzugrenzen. Dabei wurde das Corpsepaint neben Nieten und Patronenschmuck, Petruskreuzen und Drudenfüßen sowie grundsätzlich schwarzer Kleidung als das wichtigste visuelle Element zur Abgrenzung gezählt,
- die oft satanischen, grundsätzlich negativen und sich mit dem Tod befassenden Philosophien der Gruppen durch eine symbolische Ausblendung bunter Farben zu visualisieren und
- die allgegenwärtige Thematik des Todes im Black Metal mit Hilfe des Corpsepaints noch stärker nach außen zu tragen.

Heute finden manche, das Corpsepaint sei zu unreifem Kitsch entartet; so beschweren sich in jüngerer Zeit einige „Puristen“ der Szene, Corpsepaint büße seine frühere Bedeutung ein, da es immer mehr zur Mode verkomme; so merkt Azter von der dänischen Band Denial of God an, zu viele Musiker würden es verwenden, ohne zu wissen warum und dass sie es nicht als Corpsepaint bezeichnen sollten, wenn sie damit nicht wie Leichen aussehen.
Außerdem ist Corpsepaint mittlerweile nicht mehr bloß auf die Black-Metal-Szene beschränkt. So verwendet auch die Band Behemoth bei Konzerten und Videos weiterhin Corpsepaint, nachdem sie sich von einer ursprünglich reinen Black-Metal-Band dem Death Metal annäherte.